# Deidenberg
Ne doit pas être confondu avec Thiaumont dont les noms allemand et néerlandais est Diedenberg
Deidenberg est un village de la commune belge d'Amblève (en allemand : Amel) située en Communauté germanophone et en Région wallonne dans la province de Liège.
Avant la fusion des communes de 1977, Deidenberg faisait déjà partie de la commune d'Amblève.
En 2013, le village comptait 537 habitants, ce qui fait de Deidenberg la troisième localité la plus peuplée de la commune d'Amblève.

## Situation
Deidenberg est traversé d'est en ouest par l'Amblève entre les localités d'Amblève située en amont et Montenau en aval. La plus grande partie du village se trouve sur la rive gauche et le versant sud de la rivière qui coule dans les prairies en formant une succession de petits méandres.

## Patrimoine
L'ancienne chapelle qui avait été construite en 1707 devenant trop petite, il est décidé de la démolir pour construire une nouvelle église. Cette dernière fut inaugurée le premier dimanche de l'Avent de 1961 par le futur évêque de Liège Guillaume-Marie van Zuylen. Construit d'après les plans de l'architecte Georges Lambeau avec des moellons de grès des carrières voisines d'Ondenval, cet édifice a la particularité de posséder un clocher en forme de tour carrée séparé du reste de l'église à la manière d'un campanile. Une cloche de 130 kg fondue en 1864 à Sarrebruck et faisant partie de l'ancienne chapelle a été placée en face du clocher. À l'intérieur de l'église, on peut voir deux sculptures en bois provenant aussi de l'ancienne chapelle et représentant Saint Germain, évêque d'Auxerre, et Saint Isidore.
Deidenberg possède une vingtaine de petites croix de pierre disséminées dans tout le village.

## Activité
Le village possède une école communale située derrière l'église.

## Loisirs et tourisme
Deidenberg est une localité connue par son carnaval. Les Degdeberjer Tünnesse se réfèrent au carnaval rhénan depuis 1964, année de création de cette société carnavalesque.
En outre, deux campings sont répertoriés dans le village.